# 章禮
章禮（1512年—1597年），初名章绍，字約之，號稷峰，錦衣衛匠籍，浙江會稽縣人，明朝政治人物。與族兄章煥、族弟章穎號稱章氏三傑。

## 生平
嘉靖十三年补郡庠生，三十八年至京师，假籍更名，補順天府學生，嘉靖四十三年（1564年）甲子科順天鄉試第一名舉人。五十七歲登隆慶二年（1568年）戊辰科會試第七十名，三甲第三百一十九名進士。授大理寺評事，擢官礼部主事，歷精膳司郎中，萬曆五年（1577年）四月升江西左参议，督粮储。在任十年，拂衣归里，又十年以寿终于家。

## 家族
曾祖章詧；祖父章景純；父章民服（？-1531年），號東山；母徐氏，贈孺人。永感下。兄章福、章祉。弟章祺、章祥。